# Station Rumia
Station Rumia is een spoorwegstation in de Poolse plaats Rumia.